# Jozef Hanák (1930)
Jozef Hanák (7. června 1930 Nitra – 2. listopadu 2020 tamtéž) byl slovenský fotbalista, trenér a činovník. Je pohřben na městském hřbitově v Nitře.
Jeho otec Rudolf Hanák (1902–1940) byl historicky druhým trenérem (svazovým kapitánem) slovenské fotbalové reprezentace.

## Hráčská kariéra
Začínal v roce 1942 v AC Nitra, jako dospělý hrál za Topoľčany, Hlohovec, Malacky, Kablo Bratislava, ÚMEZ Šaľa, Sokol NV Bratislava (dobový název Slovanu), Slávia VŠ Bratislava, Slavoj/Slovan Nitra a Slovan Piešťany, kde byl v roce 1962 nucen ukončit hráčskou kariéru kvůli zranění.
V československé lize hrál za Slávii VŠ Bratislava v jednom utkání, aniž by skóroval.

### Prvoligová bilance
| Ročník             | Zápasy | Góly | Minuty | Klub                     |
| ------------------ | ------ | ---- | ------ | ------------------------ |
| I. liga 1953       | 1      | 0    | 90     | DŠO Slávia VŠ Bratislava |
| CELKEM I. ČS. LIGA | 1      | 0    | 90     |                          |

## Trenérská kariéra
V letech 1957–1959 začal studovat trenérství a roku 1965 absolvoval s vyznamenáním tříletou trenérskou školu na FTVŠ UK v Bratislavě.
Začínal s mužstvem Slovan Kultúra Bratislava, dále vedl mj. Slovan Nitra, Slovan Piešťany, Spartak Trnava (1962/63), Slovan Hlohovec, Calex Zlaté Moravce, Spartak Komárno, Chemlon Humenné, NChZ Nováky, Spartak Topoľčany, Slovan Zbehy a Elektrosvit Nové Zámky.
Věnoval se také mládeži, byl trenérem různých krajských mládežnických výběrů.

## Funkcionářská kariéra
V roce 1968 založil Svaz fotbalových trenérů Slovenska (nyní Unie fotbalových trenérů Slovenska) a ve funkci prezidenta setrval do roku 1992 (viceprezidentem do roku 2015). Byl členem ústřední trenérské rady v Praze. Za svoji činnost získal mnoho ocenění. Roku 2020 mu bylo Slovenským fotbalovým svazem uděleno ocenění Fair play Ivana Chodáka za celoživotní a příkladný přínos slovenskému fotbalu.